# Tobiáš Jirous
Tobiáš Jirous (* 3. května 1972 Praha) je český spisovatel, prozaik, herec a hudebník.

## Životopis
Vyučil se zahradníkem ve Stádlci u Tábora (1989), protože byl z disidentské rodiny, o jiné škole nemohla být ani řeč. Dva roky pracoval v Pražské botanické zahradě, kde se staral o středoevropské dřeviny. Stal se také produkčním v několika pražských galeriích (Rudolfinum, Béhémot, Nová síň), dělal nočního hlídače v Divadelním ústavu, redaktora v nakladatelství Český spisovatel a Český rozhlas. V České televizi se podílel na pořadu Paskvil. V letech 1998–2001 studoval pražskou Akademii výtvarných umění.
Publikoval v Lidových novinách, Literárních novinách, Hostu, Ateliéru, Mladé frontě Dnes a mnoha dalších. Prosadil se i v zahraničních denících: Kultuutri Vohkot (Finsko), Czas kultury (Polsko) a v Kanadě.
Mimo literární činnost se věnuje herectví, vytváří specifickou One man show, ve které přednáší své autorské texty. Pracuje také jako DJ.
Zahrál si v několika filmech: Cabriolet (2001), Der Wannseemorder (Německo, 2001), Das Foto (Německo, 2002), Tichá pošta (2003), Toyen (2005), Alois Nebel (2011).
Je manželem Marcely Linkové.

## Díla
Básnické sbírky
- Slova pro bílý papír (Inverze, Praha 1992)
- Zakončený deník (Nakladatelství Triton, Praha 1997)
- Noční můry noční můry (Labyrint, Praha 2009) – výběr z poezie za posledních dvacet let tvorby

Povídky
- Počkej na mě, Valentýne (Torst, Praha 2003)

Próza
- Než vodopády spadnou (Labyrint, Praha 2005) – kontroverzní autobiografická novela

Hudba
- V letech 1998–2000 bubnoval ve skupině DG 307 a podílel se na nahrávkách Koncert (1999), Artificially flavored (2001) a Šepoty a výkřiky (2002).
- HIFI HEROES (2002)
- Založil The Models (Tobiáš Jirous, Radek Brousil, Michal Nanoru).